# 法庭素描

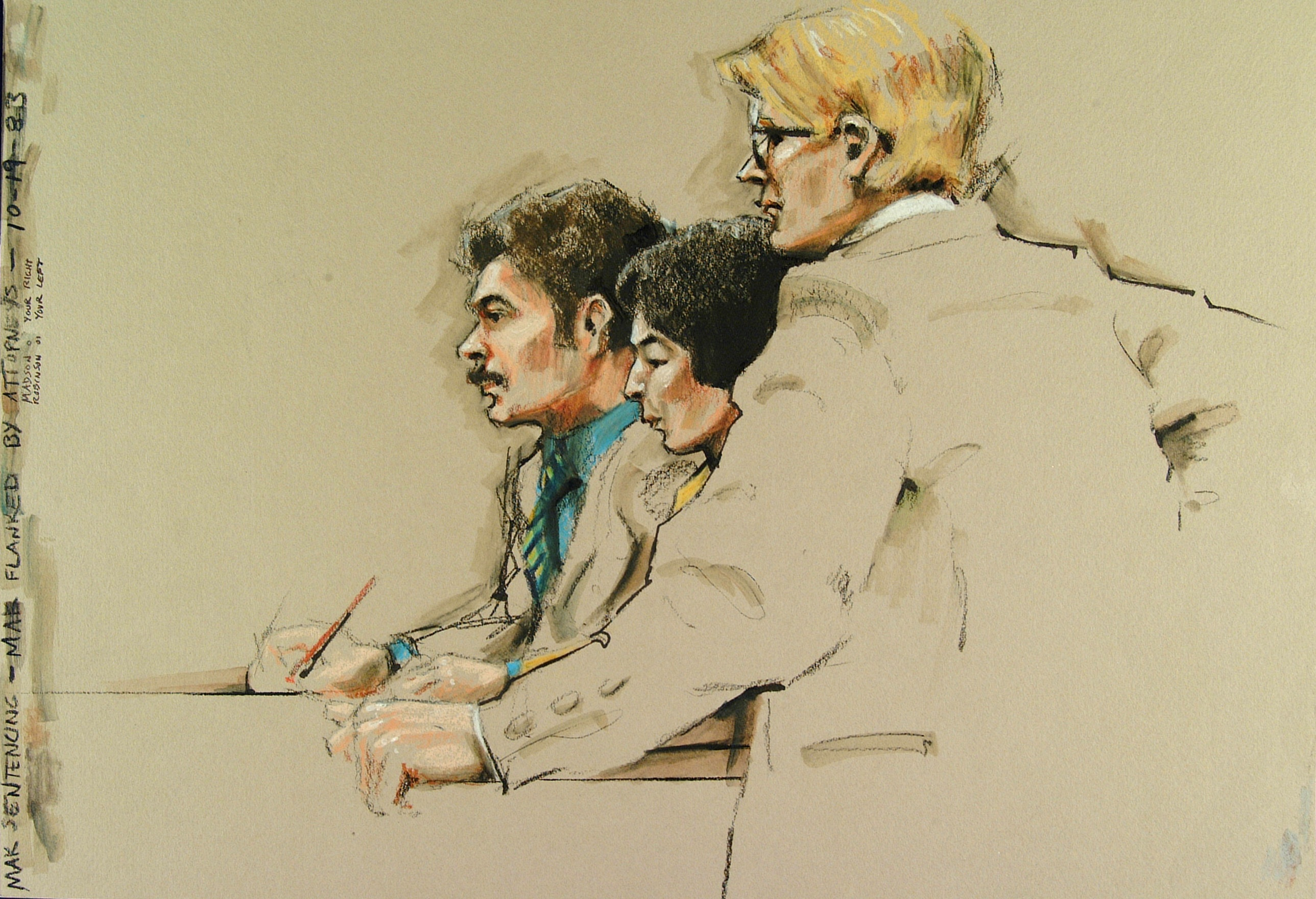
布奇·克里格（Butch Krieger）绘制的法庭速写，描绘了一名被告在两名律师陪同下的场景，耗时约八分钟

法庭素描或法庭速写（英語：courtroom sketch）是描绘法庭内司法审理程序的艺术作品。在许多司法管辖区，为了防止干扰和保护隐私，法庭内通常禁止使用摄像设备。这使得新闻媒体需要依赖法庭画师将庭审场面速写下来，作为案件报道的影像资料，以满足媒体报道和公众知情权。

## 创作过程
取决于具体场所和司法管辖区，法庭速写画师可以作为公众旁听者或凭借媒体认证出席庭审。画师可能会被法官要求或允许坐在指定的区域，或者也可以坐在公共坐席。在一些司法管辖区，包括英国 和香港，法庭画师不被允许在法庭内绘制素描，他们必须在离开法庭后根据记忆或笔记创作速写。